# James H. Breasted

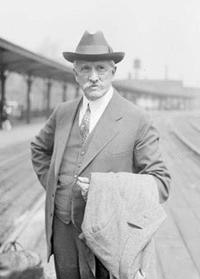
James H. Breasted, 1928

James Henry Breasted (* 27. August 1865 in Rockford, Illinois; † 2. Dezember 1935 in New York) war ein US-amerikanischer Ägyptologe und Historiker.

## Leben
Er studierte Pharmazie und Hebräisch in Chicago. Den Abschluss in Pharmazie machte er 1886, sein Studium des Hebräischen beendete er 1890. Danach ging er an die Yale University, um unter William Rainey Harper semitische Sprachen zu studieren. Harper ermunterte ihn, Ägyptologie in Berlin zu studieren, und versprach, für ihn bei seiner Rückkehr eine Professur in Ägyptologie in Chicago einzurichten. Im folgenden Jahr reiste Breasted nach Berlin, um Ägyptisch bei Adolf Erman, Arabisch und Hebräisch zu studieren. Dort wurde er 1894 als erster Amerikaner in Ägyptologie promoviert.
1894 heiratete er eine junge amerikanische Frau namens Frances Hart, die er in Deutschland kennengelernt hatte. Auf seiner Hochzeitsreise besuchte er zum ersten Mal Ägypten, wo er im Auftrag von Harper Antiquitäten für die Universität Chicago beschaffen und alte Inschriften kopieren sollte. Dort besuchte er u. a. einige Gräber in Tell el-Amarna und Deir el-Bahari. Er stellte fest, dass viele bislang veröffentlichte hieroglyphische Inschriften ungenau waren, und beschloss, alle Inschriften in Ägypten neu zu veröffentlichen.
Breasted war ab 1894 Dozent und ab 1905 Professor für Ägyptologie und Geschichte des Orients an der University of Chicago. 1901 wurde er zum Direktor des Haskell Oriental Museum ernannt. 1919 gründete er mit Unterstützung der Rockefeller-Stiftung das Oriental Institute der University of Chicago und leitete dessen archäologische Erforschung Ägyptens. 1919 wurde er in die American Philosophical Society aufgenommen. 1923 wurde er zum Mitglied der National Academy of Sciences gewählt. Sein Schwerpunkt lag auf der Sammlung von Inschriften, weshalb noch heute Chicago ein Zentrum der Epigraphik ist. Auf dem Rückweg von einer Ägyptenreise starb er 1935 an Lungenentzündung.
Breasted prägte die Bezeichnung Fertile Crescent („Fruchtbarer Halbmond“) für das Gebiet von Mesopotamien bis zur Ostküste des Mittelmeers. Ein wesentlicher Beitrag Breasteds zum Verständnis der geistesgeschichtlichen Entwicklung Europas war sein Nachweis, dass sich die biblisch fundierten Moralvorstellungen bereits lange vor der sogenannten Offenbarung als Maßstab des altägyptischen Denkens entwickelt hatten. In seinem Buch The Dawn of Conscience belegte er, dass Teile des Alten Testaments aus ägyptischen Texten übernommen wurden.
Seit 1907 war Breasted korrespondierendes Mitglied der Preußischen und seit 1931 der Bayerischen Akademie der Wissenschaften. 1934 wurde er zum korrespondierenden Mitglied der British Academy sowie zum assoziierten Mitglied der Académie royale des Sciences, des Lettres et des Beaux-Arts de Belgique gewählt.

## Schriften
- The Battle of Kadesh. 1903 (Digitalisat).
- A History of Egypt from the earliest times to the Persian conquest. 1905 (Digitalisat).
- A history of the ancient Egyptians. Charles Scribner’s Sons, New York, 1908 (Digitalisat).
- Ancient records of Egypt. Historical documents from the earliest times to the Persian conquest. Band I – V, University of Chicago Press, Chicago 1906/07 (online).
- The Temples of Lower Nubia. 1906.
- Development of Religion and Thought in Ancient Egypt. 1912 (Digitalisat).
- Ancient times: A history of the early world. 1916 (Digitalisat).
- Survey of the Ancient World. 1919 (Digitalisat).
- The Edwin Smith surgical papyrus. 2 Bände. Chicago 1930.
- The Dawn of Conscience. 1933.